# Trypostega henrychaneyi
Trypostega henrychaneyi is een mosdiertjessoort uit de familie van de Trypostegidae. De wetenschappelijke naam van de soort is voor het eerst geldig gepubliceerd in 2006 door Tilbrook.